# Philippe Rotthier European Prize for Architecture
Der Philippe Rotthier European Prize for Architecture ist ein Internationaler Architekturpreis für lokale Bauweisen.
Der Preis wurde im Jahr 1982 vom belgischen Architekten Philippe Rotthier begründet und wird alle drei Jahre von der Philippe Rotthier Architecture Foundation in Brüssel verliehen. Ziel ist es, zeitgenössische architektonische und städtebauliche Werke zu fördern. Gewürdigt werden Projekte von kollektivem und kulturellem Wert mit Potenzial für hohe Nachhaltigkeit und Dauerhaftigkeit, die regional verwurzelt und mit natürlichen Materialien ausgeführt sind. Ein Schwerpunkt wird ebenfalls auf handwerkliche Ausführung gelegt. Der Preis ist mit 40.000 Euro dotiert.

## Preisträger

### 1982
- Jury: Maurice Culot, Robert-L. Delevoy, Wolfram Höpfner, Bernard Huet, Leon Krier, François Loyer, Manfred Sundermann, David Watkin

|           | Preisträger                                | Titel                                      | Ort          | Fotografie |
| --------- | ------------------------------------------ | ------------------------------------------ | ------------ | ---------- |
| Preis     | Quinlan Terry                              | Field of Newfield                          | Newfield     |            |
| Preis     | Manuel Manzano-Monis                       | Wiederaufbau von Fuenterrabia              | Fuenterrabia |            |
| Preis     | Ferdinand Joachim & Valérie Gevers         | Essay Ibiza, archaische Konstruktion       |              |            |
| Erwähnung | Christian Langlois                         | Rekonstruktion der Umgebung der Kathedrale | Orléans      |            |
| Erwähnung | Daniel Lelubre                             | Wiederaufbau des Glockenturmviertels       | Thuin        |            |
| Erwähnung | Sune Malmquist (Agence Malmquist & Skoogh) | Zwei Mehrfamilienhäuser                    | Stockholm    |            |
| Erwähnung | Manuel Iniguez & Alberto Ustarroz          | Rural Center                               | Cordobilla   |            |

### 1987
- Jury: Maurice Culot, M. Aec Breitman, Dan Cruickshank, Michel Garay, Jean-Philippe Garric, Leon Krier, François Loyer

|                     | Preisträger                             | Titel                        | Ort               | Fotografie |
| ------------------- | --------------------------------------- | ---------------------------- | ----------------- | ---------- |
| Preis               | Ernst Schirmacher                       | Römerberg                    | Frankfurt am Main |            |
| Preis               | Jean-Pierre Errath                      | Verschönerung von Bordeaux   | Bordeaux          |            |
| Preis               | Manuel Iñiguez & Alberto Ustarroz       | Restaurierung des Rathauses  | Lesaka            |            |
| Preis               | Pompeo Trisciuoglio                     | Hameau de Grangesises        | Turin             |            |
| Besondere Erwähnung | Abdel-Wahed El-Wakil                    | Häuser, Paläste und Moscheen |                   |            |
| Erwähnung           | Olivier De Mot & Jean-François Lehembre | School                       | Brüssel           |            |

### 1992
- Jury: Maurice Culot, Borja Carreras Moysi, Keith Critchlow, Abdel Wahed El-Wakil, Alberto Ferlenga, Bruno Foucart, Leon Krier, Francisco Pol

|           | Preisträger                                             | Titel                                                   | Ort     | Fotografie |
| --------- | ------------------------------------------------------- | ------------------------------------------------------- | ------- | ---------- |
| Preis     | Demetri Porphyrios & Ass.                               | Belvedere Farm                                          | Ascot   |            |
| Preis     | Javier Cenicacelaya & Iñigo Saloña                      | Ländliches Zentrum der Schule La Rigada Sagrada Familia | Derio   |            |
| Preis     | Piotr Choynowski                                        | Zwei Mehrfamilienhäuser                                 | Oslo    |            |
| Preis     | Robert De Gernier                                       | Wiederaufbau eines Teils des Viertels Marché au Charbon | Brüssel |            |
| Erwähnung | Luis de Armiño, Vicente Vidal, Francisco Picó Silvestre | Wiederaufbau einer Insel                                | Alcoy   |            |
| Erwähnung | Liam O’Connor                                           | Rekonstruktion eines Gebäudes im Sundridge Park         | Kent    |            |
| Erwähnung | Ivo, Gabriele Tagliaventi & Ass.                        | Sanierung einer Insel                                   | Bologna |            |

### 1995
- Jury: Maurice Culot, Sergio Frau, Leon Krier, Antxon Martinez Salazar, Demetri Porphyrios, Gabriele Tagliaventi

|                     | Preisträger                           | Titel                         | Ort               | Fotografie |
| ------------------- | ------------------------------------- | ----------------------------- | ----------------- | ---------- |
| Preis               | Pierre Sicard & Michel Authié         | Haus für Tourismus und Berge  | Cauterets         |            |
| Preis               | Jacques Leccia & Christian Parra      | Markthalle                    | Bayonne           |            |
| Preis               | Guy Montharry                         | École Saint-Michel            | Saint-Jean-de-Luz |            |
| Preis               | Daniel Staelens                       | Kindergarten und Grundschule  | Scariga           |            |
| Besondere Erwähnung | Tarak Ben Miled                       | Traditionelle Häuser          | Sidi Bou Said     |            |
| Erwähnung           | Peter P. Pavlov und Marina P. Pavlova | Umbau eines Industriegebäudes | Moskau            |            |

### 1998
- Jury: Maurice Culot, Javier Cenicacelaya, Anne-Thérèse Dazelle, Charles Jencks, Leon Krier, Gabrielle Lefèvre, Pierre Sicard

|            | Preisträger                    | Titel                                                                            | Ort     | Fotografie |
| ---------- | ------------------------------ | -------------------------------------------------------------------------------- | ------- | ---------- |
| Preis      | François Spoerry               | Erweiterung des Dorfes                                                           | Gassin  |            |
| Preis      | Société immobilière de Mayotte | Sozialer Wohnungsbau                                                             | Mayotte |            |
| Preis      | Pier Carlo Bontempi            | Interventionen an historischen Stätten                                           | Parma   |            |
| Ehrenpreis | Demetri Porphyrios & Ass.      | Bau eines Feriendorfes                                                           | Spetses |            |
| Erwähnung  | Jean-Jacques Ory               | Sanierung des königlichen Dorfes                                                 | Paris   |            |
| Erwähnung  | Atelier de l'Arbre d'Or        | Umbau der ehemaligen Moulins de la Meuse                                         | Namur   |            |
| Erwähnung  | Atelier d'Art Urbain           | Umbau der Nestor-Martin-Fabrik in ein Mehrfamilienhaus „Le Jardin des Fonderies“ | Brüssel |            |

### 2002
- Jury: Maurice Culot, Blanco-Handbuch, Matali Crasset, Maité Hudry, Leon Krier, Françoise Lalande,
 Marie Nagy, Jean-Paul Pigeat, Alexis Ponvik, Oscr Tusquets

|           | Preisträger                                                     | Titel                              | Ort          | Fotografie |
| --------- | --------------------------------------------------------------- | ---------------------------------- | ------------ | ---------- |
| Preis     | Eusebio Leal Spengler & La Oficina del Historiador de la Ciudad | Wiederaufbau von Zentral-Havanna   | Havanna      |            |
| Erwähnung | Alberto Castro Nunes & António Maria Braga                      | Gebäude                            | Odemira      |            |
| Erwähnung | André Stevens & Mohamad Garad                                   | Tell Beydar Dorfhaus               | Hassaké      |            |
| Erwähnung | Lorenzo Custer & Beride-Ticino                                  | Wiederaufbau von zwei Alpendörfern | Schweiz      |            |
| Erwähnung | Bernard Dehertogh & Jean Mereau                                 | Maison de bois                     | Valenciennes |            |
| Erwähnung | Marcel Kalberer                                                 | Wohnarchitekturen                  |              |            |
| Erwähnung | Cesar Portela                                                   | Friedhof Cesar Portela             | Fisterra     |            |

### 2005
- Jury: Maurice Culot, Christian Carez, Stephanie Celle, Patrick de La Rivière, Eulàlia Gonzalez, Frank Hetherton,
 Leon Krier, Elie Levy, Martin Moesbach, Rudy Ricciotti, Piet Swimberhe

|            | Preisträger                   | Titel                                        | Ort       | Fotografie |
| ---------- | ----------------------------- | -------------------------------------------- | --------- | ---------- |
| Preis      | Emir Kusturica                | Dorf Küstendorf                              | Serbien   |            |
| Ehrenpreis | Pedro Pacheco & Marie Clément | Museum, Kirche und Friedhof                  | Luz       |            |
| Ehrenpreis | Ariel Balmassière             | Restaurierung                                | Uzès      |            |
| Erwähnung  | Jacques Moulin                | Versuchsstätte                               | Guédelon  |            |
| Erwähnung  | Aleksander Wolodarski         | Sanierung des Krankenhausgeländes Sankt Erik | Stockholm |            |
| Erwähnung  | Cesar Portela                 | Museum des Galizischen Meeres                | Vigo      |            |

### 2008
- Jury: Maurice Culot, José Baganha, Bernard Durand-Rival, Adrian Götz, Birgit Lucas, Michael Lykoudis, Jean Bernard Metais,
 Katia Pecnik, Philippe Pemezec, William Pesson, Patrick Roussies, John Simpson, Gabrielle Tagliaventi

|                                                                           | Preisträger | Titel        | Ort | Fotografie |
| ------------------------------------------------------------------------- | --- | ------------ | --- | ---------- |
| Großer Preis für die beste urbane Renaissance-Operation in einer Vorstadt | Le Plessis-Robinson |              |     |            |
| Beste Neustadt                                                            | Val d'Europe, Île-de-France |              |     |            |
| Beste Rekonstruktion eines historischen Zentrums                          | Neumarkt Dresden |              |     |            |
| Beste Rekonstruktion eines Stadtzentrums                                  | Palermo |              |     |            |
| Bestes neues Dorf                                                         | Poundbury, Dorchester |              |     |            |
| Beste öffentliche Intervention                                            | Rathaus Viertel | Gladbeck     |     |            |
| Bestes Nachbarschaftszentrum                                              | Borgo Città Nuova | Alessandria  |     |            |
| Bester Platz in Europa                                                    | Urban del Juncal | Irun         |     |            |
| Beste neue Gartenstadt                                                    | Heulebrug | Knokke-Heist |     |            |
| Bester Campus                                                             | Akroken Campus | Sundsvall    |     |            |
| Besondere Erwähnung für die Qualität der Expansion spanischer Städte      | Alicante, Bilbao, Burgos, Carbajosa de la Sagrada, Gijón, A Coruña, Oviedo, Pamplona, Salamanca, San Sebastian, Santander, Santiago de Compostela, Valladolid, Vitoria |              |     |            |

### 2011
- Jury: Maurice Culot, Christian Biecher, Ben Bolgar, Anna Heringer, Andre Jacqmain, Christian Lasserre, Jean-Paul Midant, Katia Pecnik, William Pesson, Jean-Baptiste Pietrie, Paola Portoghesi[1][2]

|       | Preisträger                                                  | Titel                                                                          | Ort            | Fotografie              |
| ----- | ------------------------------------------------------------ | ------------------------------------------------------------------------------ | -------------- | ----------------------- |
| Preis | Capaul & Blumenthal                                          | Cinema Sil Plaz                                                                | Ilanz          |                         |
| Preis | David Chipperfield Architects mit Julian Harrap              | Wiederaufbau des Neues Museum                                                  | Berlin         |                         |
| Preis | Dap Studio Elena Sacco & Paolo Danelli                       | Elsa Morante Bibliothek                                                        | Lonate Ceppino |                         |
| Preis | 5 + 1aa, Alfonso Femia, Gianluca Peluffo, Simonetta Cenci    | Umbau einer Kühlanlage                                                         | Mailand        |                         |
| Preis | Stefan Forster                                               | Plattenumbau Oleanderweg                                                       | Halle          |                         |
| Preis | Massimo Carmassi Studio Di Architeturra mit Risorse Per Roma | Umwandlung der ehemaligen Schlachthöfe von Rom in ein Kulturzentrum            | Rom            |                         |
| Preis | José Baganha                                                 | Das Haus des Arztes in São Rafael                                              | Sines          |                         |
| Preis | Francis Metzger, Metzger & Associés Architektur              | Restaurierung der Villa Empain                                                 | Brüssel        | Villa Empain in Brüssel |
| Preis | Daufresne, Le Garrec, Goudchaux und associates               | The Chicago Tower                                                              | Paris          |                         |
| Preis | José Maria Sánchez GarcÍa                                    | Schaffung eines einheitlichen zeitgenössischen Rahmens um den Tempel der Diana | Mérida         | Tempel der Diana, 2017  |
| Preis | Argos, Gullinsnid & Studio Granda                            | Rekonstruktion der historischen Ecke des Hauptplatzes                          | Reykjavik      |                         |

### 2014
- Jury: Maurice Culot, Aude-Line Dulière, Alfonso Femia, Dominique Fournier, Federica Matta, William Pesson, Paola Pierotti, Sebastian Redeecke, Alice Verlaine[3]

|           | Preisträger                                                                           | Titel                                      | Ort             | Fotografie |
| --------- | ------------------------------------------------------------------------------------- | ------------------------------------------ | --------------- | ---------- |
| Preis     | Pascal Flammer                                                                        | Stöckli Weiermatt                          | Balsthal        |            |
| Preis     | María Gonzalez, Juanjo López De La Cruz. Sol89                                        | Kochschule in einem ehemaligen Schlachthof | Medina-Sidonia  |            |
| Preis     | Bruno Rollet                                                                          | Le Candide Sozialwohnungen                 | Vitry-sur-Seine |            |
| Preis     | Farestudio, Riccardo Vannucci                                                         | Zentrum für das Wohl der Frau              | Ouagadougou     |            |
| Erwähnung | Big Bjarke Ingels Group                                                               | Dänisches Schifffahrtsmuseum               | HelsingØr       |            |
| Erwähnung | Atelier Kempe Thill                                                                   | Open-Air-Theater                           | Rotterdam       |            |
| Erwähnung | State Arkitekter Ab, Schweden, Erik Törnkvist, Sar / Msa Et Malin Belfrage, Sar / Msa | Die Meeresbibliothek                       | Awashima        |            |
| Erwähnung | Savioz Fabrizzi                                                                       | Abdeckung der archäologischen Ruinen       | Saint-Maurice   |            |
| Erwähnung | OFFICE KGDVS (Kersten Geers, David Van Severen)                                       | Trockenhalle für Topfpflanzen              | Herselt         |            |

### 2017
- Jury: Maurice Culot, Roland Castro, Myriam Caudrelier, Alejandro Garcia Hermida-, Jean-Philippe Hugron, Jonathan Meades, Koen Olthuis,
William Pesson, Mario Pisani, SOL 89 (Maria Gonzales, Juanjo Lopez de la Cruz), Veerle Wenes, Samir Younés[4]

|                                    | Preisträger                                                                        | Titel | Ort                              | Fotografie |
| ---------------------------------- | ---------------------------------------------------------------------------------- | --- | -------------------------------- | ---------- |
| Preis für „Wasser und Stadt“       | VON URBANISTEN                                                                     | Watersquare | Rotterdam                        |            |
| Preis für „Wasser und Erinnerung“  | RAAAF Atelier de Lyon                                                              | Bunker 599 | Culemborg                        |            |
| Preis für „Wasser und das Heilige“ | Rafael Manzano Martos y asociados                                                  | Rekonstruktion der Ruinen des Klosters San Pelayo de Cerrato für die „Fundación grupo Siro“                       | Cevico Navero                    |            |
| Sonderpreis für „Wasser und Not“   | Ndomo-Center                                                                       | „Le Ndomo“: der Raum für das Recycling und die Wiederverwendung von flüssigen und festen Abfällen                 | Ségou                            |            |
| Sonderpreis für „Wasser und Not“   | Christophe Cormy Donat                                                             | Ikiko Village, Bau eines Dorfes mit 50 Häusern und eines multidisziplinären Zentrums für eine Gemeinde von Badjau | Isabel, Insel Leyte, Philippinen |            |
| Fantasiepreis                      | Vincent Callebaut Architektur                                                      | Aequorea, ein 3D-gedruckter Wolkenkratzer aus den Abfällen des siebten Kontinents, 5 Ocean Gyres                  | Rio de Janeiro                   |            |
| Erwähnung                          | Sandro Rossi, Edoardo Guazzoni, Paolo Rizzatto                                     | Die neue Darsena                                                                                                  | Mailand                          |            |
| Erwähnung                          | Christian Harlé – Architekt ǀ Arlette Harlé – Designer                             | Bach und Wasserstraße                                                                                             | Saint-Donan                      |            |
| Erwähnung                          | united (Jan & Tim Edler) in Zusammenarbeit mit Flussbad Berlin eV, Flussbad Berlin | Sanierungsprojekt Spreekanal                                                                                      | Berlin                           |            |
| Erwähnung                          | Fernando Vegas López-Manzanares & Camilla Mileto                                   | Restaurierung der mittelalterlichen Brücke über den Fluss Truchas                                                 | Pobleta de San Miguel            |            |

### 2020
- Preisgeld gesamt: 50'000 US-Dollar

|       | Preisträger    | Titel                        | Ort   |
| ----- | -------------- | ---------------------------- | ----- |
| Preis | Leila Mustapha | Wiederaufbau der Stadt Raqqa | Raqqa |

### 2021
- Jury: Maurice Culot, Xavier Bohl, Pier Carlo Bontempi, Javier Cenicacelaya, Christophe Cormy Donat, Federica Matta, Francis Metzger, William Pesson, Alireza Sagharchi, Martin van Schaik[5]

|                                              | Preisträger | Titel                                                                                        | Ort                | Fotografie |
| -------------------------------------------- | --- | -------------------------------------------------------------------------------------------- | ------------------ | ---------- |
| Grand Prix Philippe Rotthier                 | Anna Heringer | Anandoloy (Aufnahmezentrum für behinderte Menschen und Damen-Nähwerkstatt „Dipdii Textiles“) | Rudrapur           |            |
| Philippe Rotthier Prize for „Reconstruction“ | Terrachidia (Marta Colmenares Fernández, Oriol Domínguez Martínez, Alejandro García Hermida, Rebeca Gómez-Gordo Villa, Carmen Moreno Adán López) | M'Hamid Oasis                                                                                | Zagora             |            |
| Sonderpreis der Jury                         | Stéphane Bern | Engagement für die Kenntnis, Schutz und Aufwertung des architektonischen Erbes               |                    |            |
| Künstlerische Erwähnung                      | Onzgi | Irgendwo                                                                                     |                    |            |
| Künstlerische Erwähnung                      | RAAAF ǀ Atelier de Lyon | Deltawerk                                                                                    | Waterloopbos       |            |
| Erwähnung                                    | Bernardo Bader | Lourdeskapelle Salgenreute                                                                   | Krumbach           |            |
| Erwähnung                                    | Pierre-François Limbosch und Frédéric Grousset                                                                                                   | The Philibert Project                                                                        | Les Pechs du Vers  |            |
| Erwähnung                                    | Magén Arquitectos | Auditorium-Theater                                                                           | Illueca            |            |
| Erwähnung                                    | Buzzo Spinelli Architecture | Mantinum                                                                                     | Bastia auf Korsika |            |
| Erwähnung                                    | Xaveer De Geyter Architects | Melopee School                                                                               | Gent               |            |